# Éliane Laffont
Pour les articles homonymes, voir Laffont.
Éliane Laffont, née Éliane Lucotte en 1944, en collaboration avec son mari Jean-Pierre, ouvre en 1969 le premier bureau américain de Gamma Press Images et en 1973, ils co-fondent l'agence Sygma Photo News. Depuis 2010, Éliane contribue comme consultante à Visa pour l'image, le festival annuel de photojournalisme de Perpignan.

## Jeunesse
Née en Bourgogne et élevée à Casablanca au Maroc, Éliane reçoit ses diplômes de philosophie et de sciences politiques à Paris. Une fois diplômée, elle voyage autour du monde avec ses amies Michèle Ray, Martine Libersart et Betty Gérard, et organise pour Renault une course d'endurance automobile de 40 000 kilomètres rejoignant la Terre de Feu d'Argentine à l'Alaska.
En 1965, Éliane arrive aux États-Unis et se marie avec le photojournaliste Jean-Pierre Laffont.

## Carrière

### Gamma Press Images
En 1968, Jean-Pierre et Éliane Laffont ouvrent le premier bureau américain de Gamma. À l'origine une agence Française de photojournaliste, Gamma a pris de l'importance en mai 1968 avec la documentation des manifestations à Paris et la guerre du Vietnam. Le premier client de Laffont fut John Durniak, le directeur photo de Time Magazine, qui écrit dans le magazine Popular Photography qu' "Éliane Laffont était la pionnière du 'French Connection' de la nouvelle vague d'agence photo."

### Sygma Photo News Agency
En 1973, ils co-fondent l'agence Sygma Photo News. Éliane en est d'abord la directrice générale, puis présidente pour l'Amérique du Nord pendant près de 3 décennies (avec un hiatus de deux ans où elle devient la Directrice Photo du magazine LOOK). Sous la direction d'Éliane Laffont, Sygma connaît une croissance fulgurante et devient la plus grande agence de photojournalisme du monde comptant plus de 500 photographes dans 50 pays,.
En 1998, Photographer's Forum Magazine annonce que « Sygma est désormais la plus grande et florissante agence de photojournalisme (aux États-Unis) et Éliane Laffont est devenue l'une des femmes d'affaires les plus visionnaires et respectées dans le monde de la photographie ».
En 1999, Sygma est acquise par l'agence Corbis Images, détenue par Bill Gates. Éliane Laffont est nommée Directrice Générale des Opérations US de Corbis-Sygma et en mai 2000, est promue vice-présidente de l'Editoriale, responsable de la direction stratégique éditoriale globale.
En 2000, elle quitte Corbis-Sygma.

### Hachette Filipacchi Media
En 2001, Éliane rejoint la division Hachette Filipacchi Media comme Directrice Éditoriale. Elle supervise la production photo du groupe aux U.S. et développe la division photo autour de 3 secteurs: photojournalisme, photo d'illustration et photo reportage.
Éliane et son mari Jean-Pierre résident à New York. Ils ont une fille, Stéphanie, et deux petites filles, Sparrow et Silvie.
Éliane est consultante pour Visa pour l'image, le festival annuel de photojournalisme de Perpignan. Arnold Drapkin, le directeur de Palm Beach Photo, décrit Laffont comme « figure d'exception dans le monde du photojournalisme, elle est responsable de la découverte et l'accompagnement de plus d'une centaine de photojournalistes, qu'elle a aidé à garder leurs rêves bien vivants (et payer leur loyer), les inspirants avec sa marque d'amour pur et dur à atteindre leur meilleur travail créatif. »

## Profil de carrière
- 1968 : Fonde et ouvre Gamma Press Images[12]
- 1973 : Fonde et ouvre Sygma Photo Agency[13]
- 1978-79 : Directrice photo de LOOK Magazine[14]
- 1979 : Membre du jury lors du National Press Photographer’s Association[15], Pictures of the Year Competition[16], a l'Université du Missouri
- 1987 : Siège au conseil d'administration du Eddie Adams Workshop[17]
- 1999 : Directrice de Corbis-Sygma[18]
- 2000 : Directrice éditoriale de la division éditoriale chez Hachette Filipacchi Media[19]
- 2001-08 : Collaboratrice à la rédaction, American Photo[20]
- 2003 : Siège au conseil d'administration de Alexia Foundation[21]
- 2003-04 : Juge U.S. pour l'Association Française pour Femmes Photojournalistes[22]
- 2005 : Siège au conseil d'administration de MediaStorm Multimedia[23]
- 2005 : Conservatrice de la rétrospective Eddie Adams à Visa Pour l'image, Perpignan, France
- 2006 : Membre du jury du World Press Photo Foundation[24], membre du Getty Images Grants Program[25], membre du jury du National Press Photographer’s Association, Picture of the Year Competition
- 2008 : Membre du jury de la Compétition de Photo Internationale en Chine (CHIPP, China International Photo Contest)[26]

## Prix
- 1992 : Son livre In the Eye of Desert Storm[27] reçoit le Leica Médaille d'Excellence pour Livres de Photographie[28]
- 2006 : reçoit de Fotofusion le Golden Career Award
- 2008 : L'équipe de Visa reçoit le “Spotlight Award” du Lucie Award
- 2009 : le Griffin Museum lui décerne le Focus Award for Lifetime Achievement Award[29],[30],[31],[32]

## Positions notables
- 1983 : Membre du Jury et du Comité de Conseil, W. Eugene Smith[33]
- 1985, 2008, 2010 : Membre du Jury de l'Overseas Press Club[34]
- 1991 : Conservatrice de l'exposition In the Eye of Desert Storm, Nikon House
- Éditrice photo de la série de livres A Day In The Life[35]
- 2002 : Directrice photo A Day In The Life of Africa[36]